# Rud Ab
Rūd Āb (farsi داورزن) è una città dello shahrestān di Sabzevar, circoscrizione di Rudab, nella provincia del Razavi Khorasan in Iran. Aveva, nel 2006, una popolazione di 3.470 abitanti. 